# استان ماریسکال کسرس
استان ماریسکال کسرس (به اسپانیایی: Provincia de Mariscal Cáceres) یک منطقهٔ مسکونی در پرو است که در منطقه سن مارتین واقع شده‌است.
 استان ماریسکال کسرس ۱۴٬۴۹۸٫۷۳ کیلومتر مربع مساحت و ۷۲٬۳۲۷ نفر جمعیت دارد.